# Cafaja
Cafaja (em árabe: خفاجة; romaniz.: Khafajah), a antiga Tutube, é um sítio arqueológico na província de Diala (Iraque). Fazia parte da cidade-estado de Esnuna. O sítio fica a 11 quilômetros à  leste de Bagdá e 19 quilômetros à sudoeste de Esnuna. 

## História da pesquisa arqueológica
Cafaja foi escavado por 7 temporadas no início dos anos 30, principalmente por uma equipe do Oriental Institute of Chicago liderada por Henri Frankfort com Thorkild Jacobsen e Pinhas Delougaz. Por duas temporadas, o local foi trabalhado por uma equipe conjunta das Escolas Americanas de Pesquisa Oriental e da Universidade da Pensilvânia.

## Cafaja e seu ambiente
Cafaja fica no rio Diala, um afluente do rio Tigre. O local consiste em quatro montes, rotulados de A a D. O principal, Monte A, remonta ao período de Uruque e continha um templo oval, um templo da deusa Sim, certamente, e um templo de Nintu. O forte Dur-Samsuiluna foi encontrado nos montes B e C. O monte D continha casas particulares e um templo para Sim, onde o arquivo era encontrado em dois montes.

## Histórico de ocupação

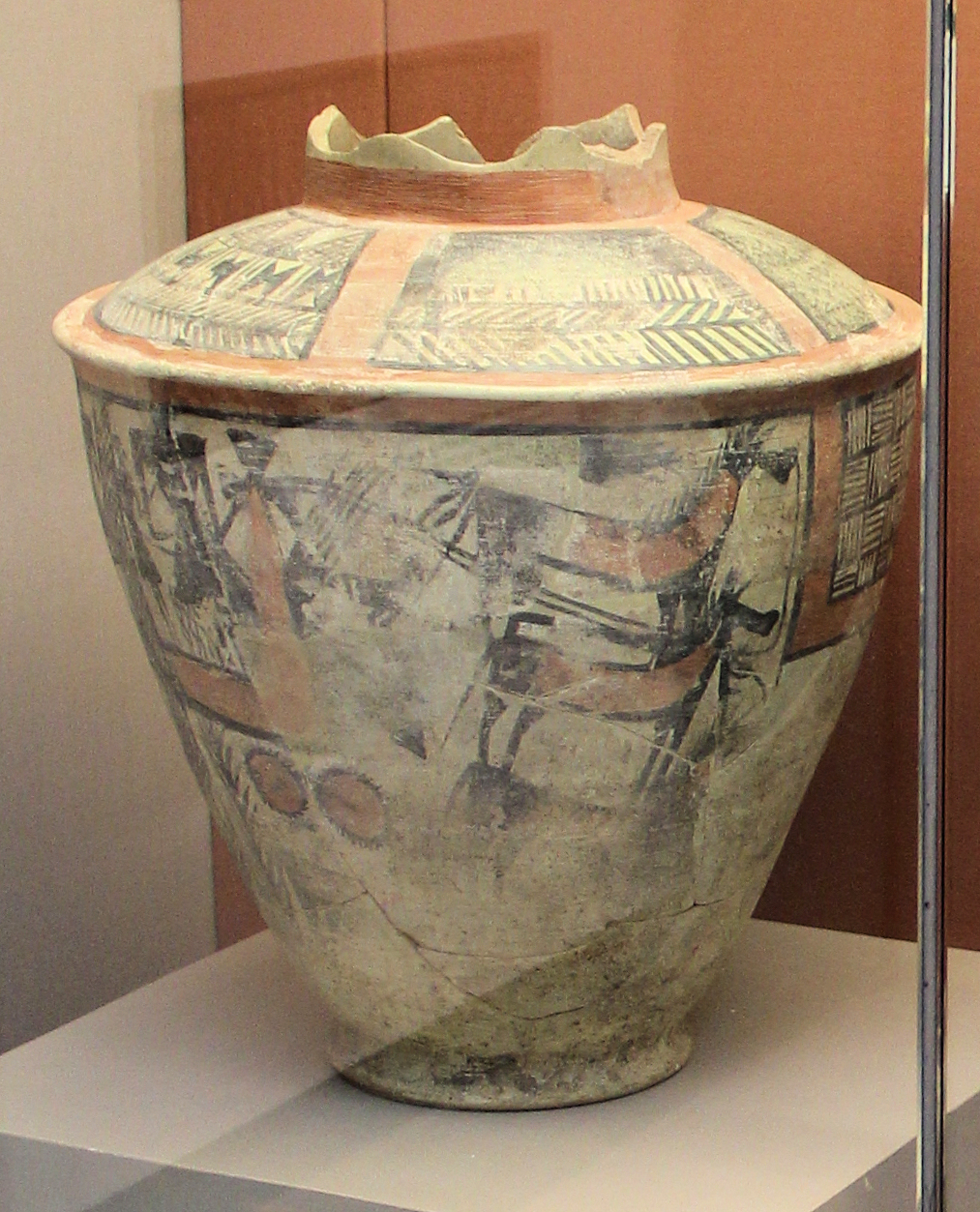
Escarlate de cerâmica escavada em Cafaja. 2800-, Dinástico Inicial II-III, Suméria. Museu Britânico.

Cafaja foi ocupada durante o Período Dinástico Inicial, durante o Período Sargônida, e depois ficou sob o controle de Esnuna após a queda do Império Ur III. Mais tarde, depois que Esnuna foi capturada pela Babilônia, um forte foi construído no local por Samsuiluna da Primeira Dinastia Babilônica e chamado Dur-Samsuiluna. 
| governante | Reino proposto | Notas                                                        |
| ---------- | -------------- | ------------------------------------------------------------ |
| Abdiera    | c. 1 820 a.C.  | Governante de Esnuna, contemporâneo de Samuabum da Babilônia |
| Adimadar   |                | Governante de Esnuna                                         |
| Suminarim  |                |                                                              |
| Icupisim   |                |                                                              |
| Ismebali   |                |                                                              |
| Tatanum    |                | Contemporâneo de Belacum de Esnuna                           |
| Hamidusur  | c. 1 800 a.C.  | Contemporâneo de Sumu-la-El da Babilônia                     |
| Uarassa    |                | Governante de Esnuna                                         |

## Cultura material
A história de Cafaja é conhecida com mais detalhes por um período de várias décadas, como resultado da descoberta de 112 tábuas de barro (uma agora perdida) em um templo de Sim. Os tabletes fazem parte de um arquivo oficial e incluem principalmente empréstimos e documentos legais. O Instituto Oriental de Chicago possui 57 tabletes, estando o restante no Museu Nacional do Iraque. Algumas estátuas sumérias da Dinastia Dinâmica de Cafaja estão na lista de tesouros perdidos do Iraque, do Instituto Oriental (depois de 9 de abril de 2003); no entanto, eles estão alojados no Museu de Suleimânia desde 1961 (veja a galeria abaixo).

## Galeria
A Galeria Suméria do Museu do Iraque exibe várias estátuas sumérias do Templo de Sim e do Templo de Nintu (V e VI), incluindo parte de um tesouro encontrado no Templo de Nintu. 

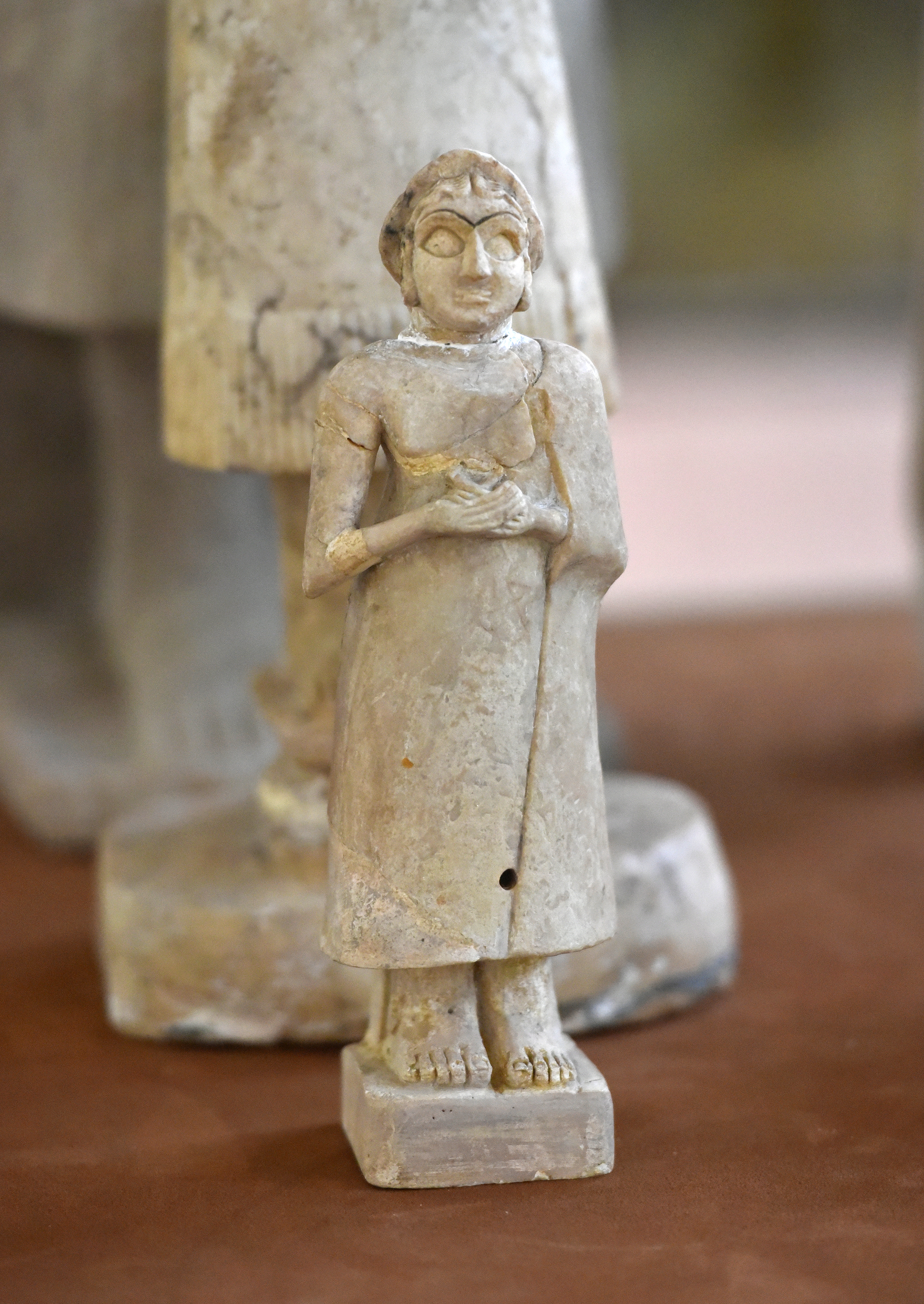
Adoradora, Templo de Sim, Cafaja, Museu do Iraque
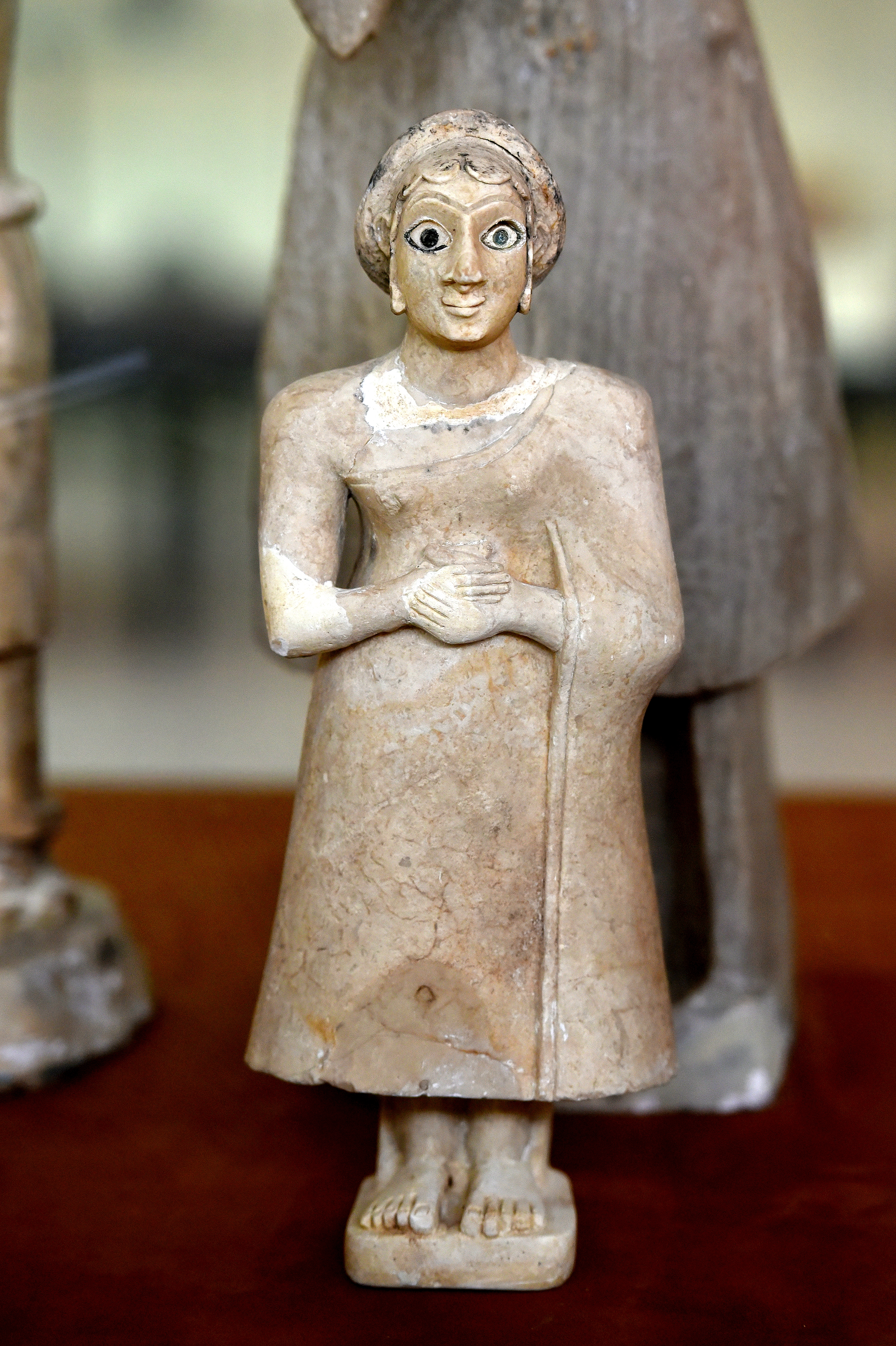
Adoradora, Templo de Sim, Cafaja, Museu do Iraque
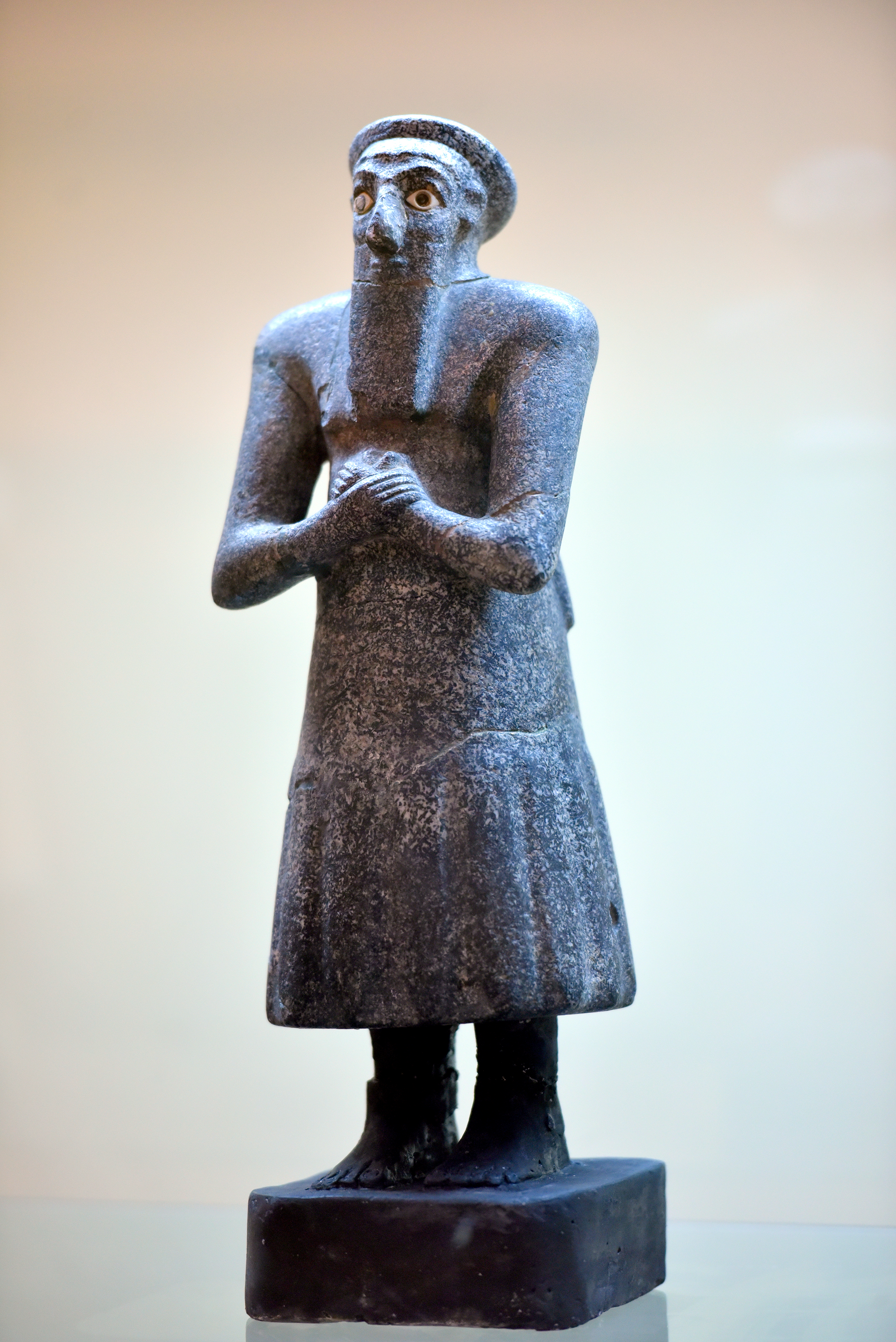
Estátua do Templo de Sim, Cafaja, Museu do Iraque
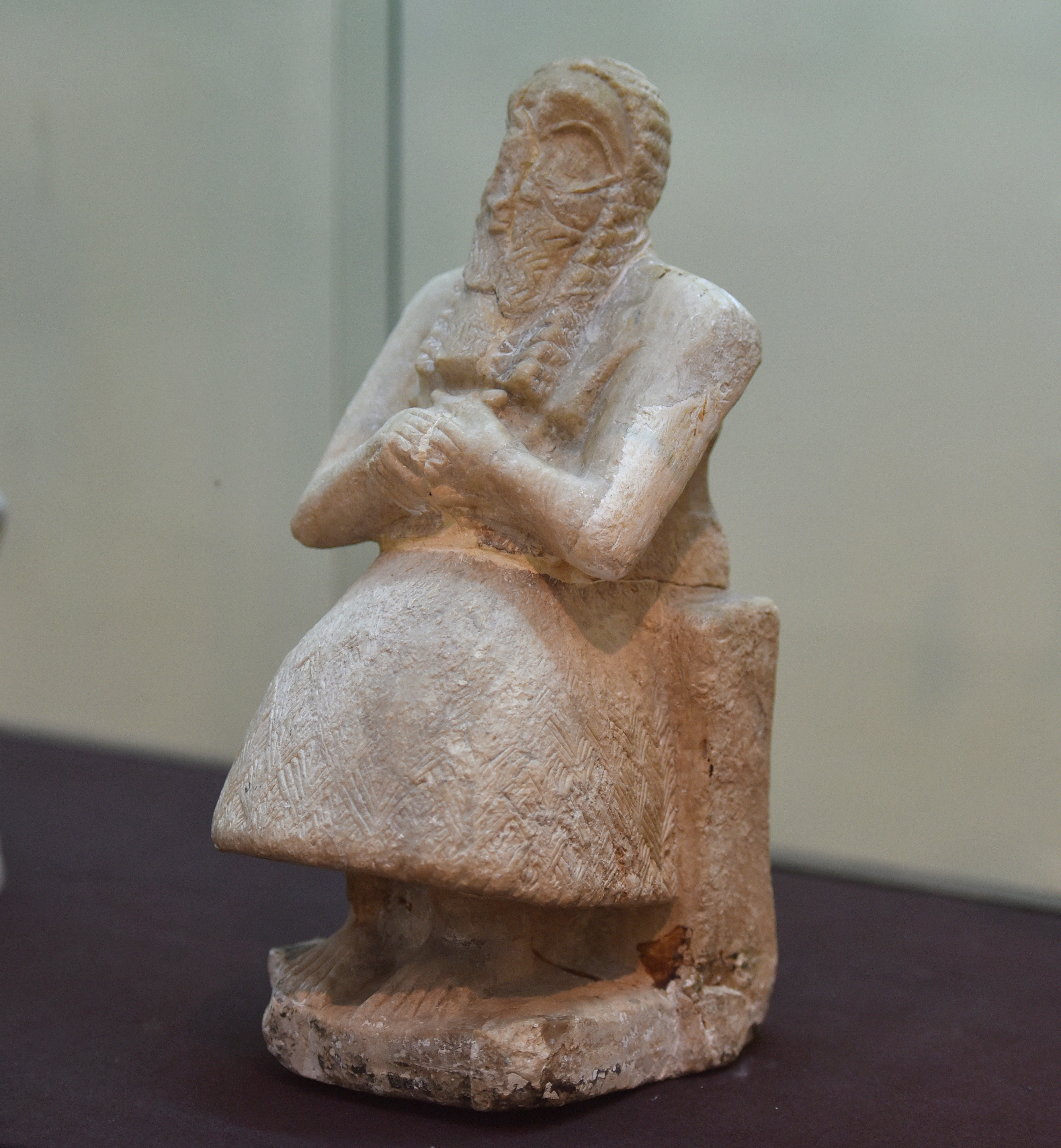
Estátua do Templo de Sim em Cafaja, Museu do Iraque
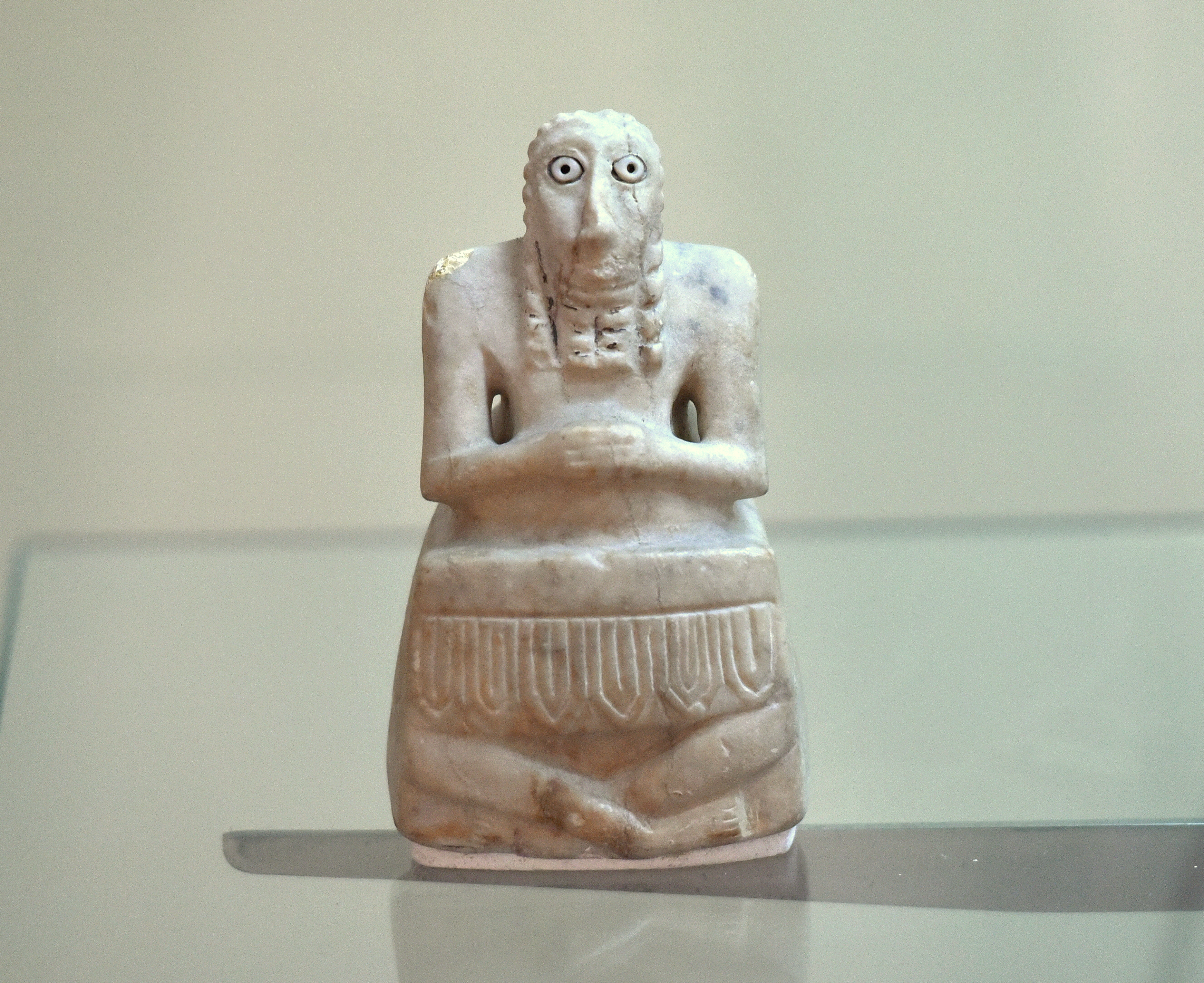
Estátua do tesouro do templo de Nintu V em Cafaja, Museu do Iraque
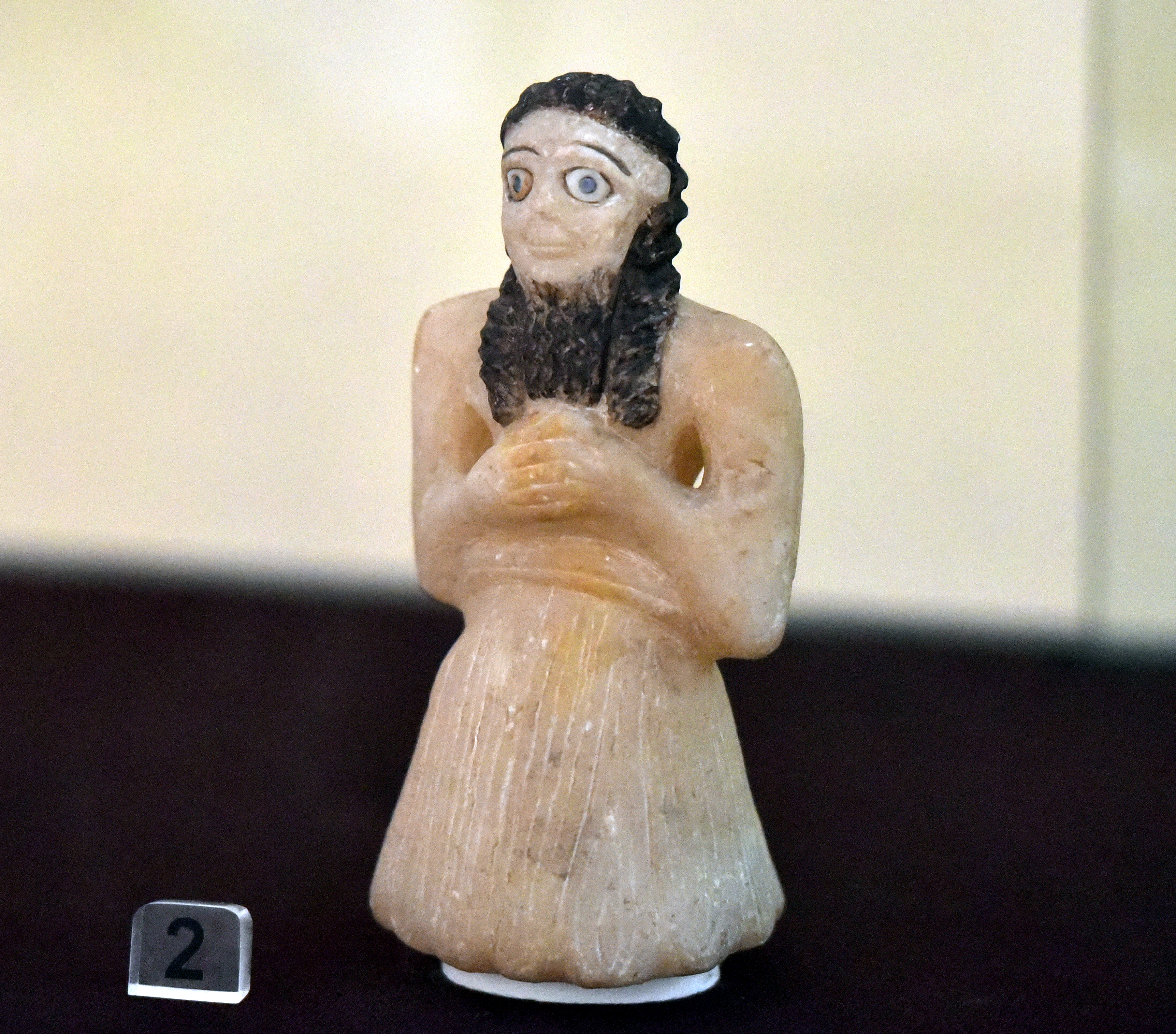
Estátua do tesouro do templo de Nintu V em Cafaja, Museu do Iraque
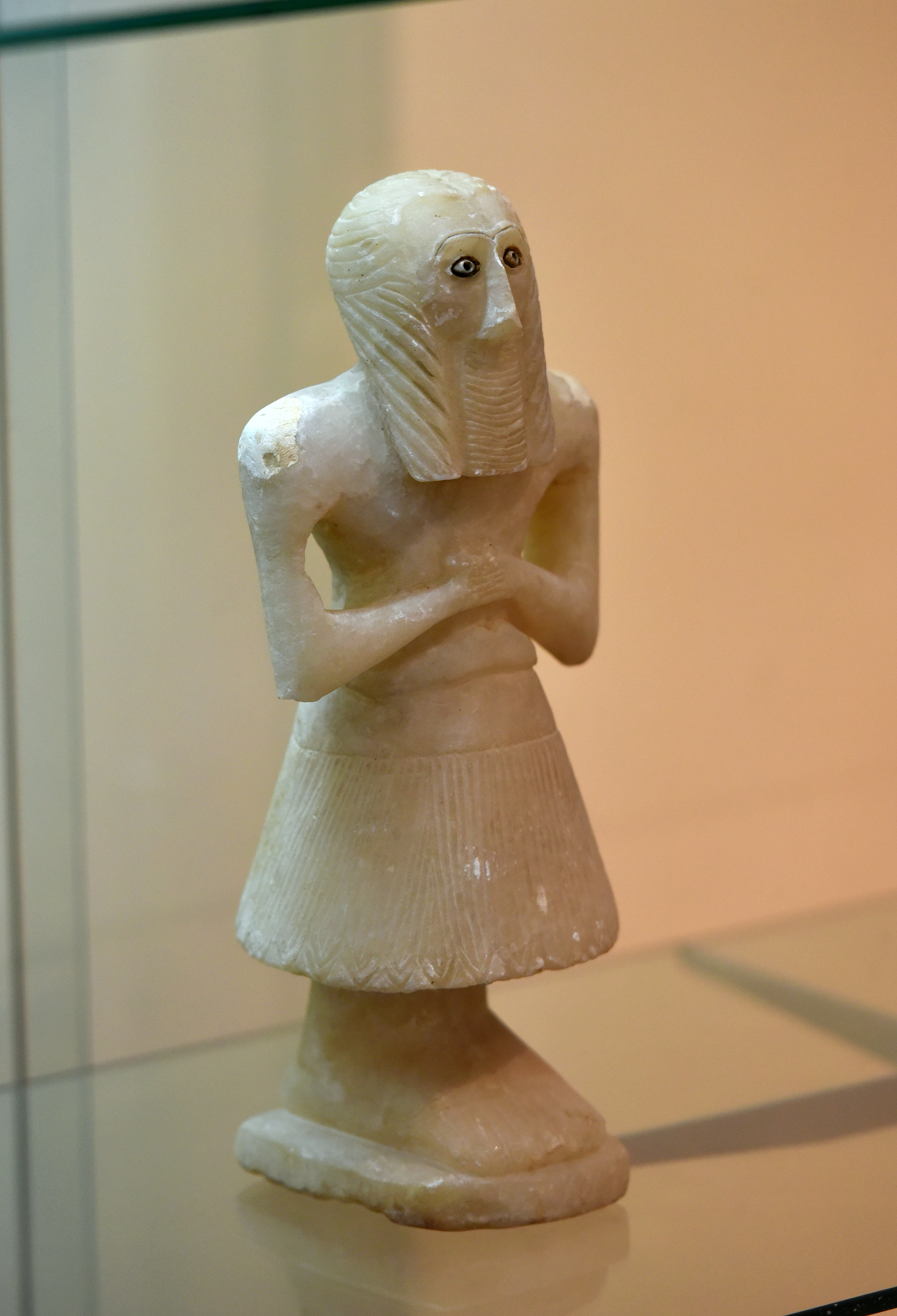
Estátua masculina do tesouro no templo Nintu V em Cafaja, Museu do Iraque
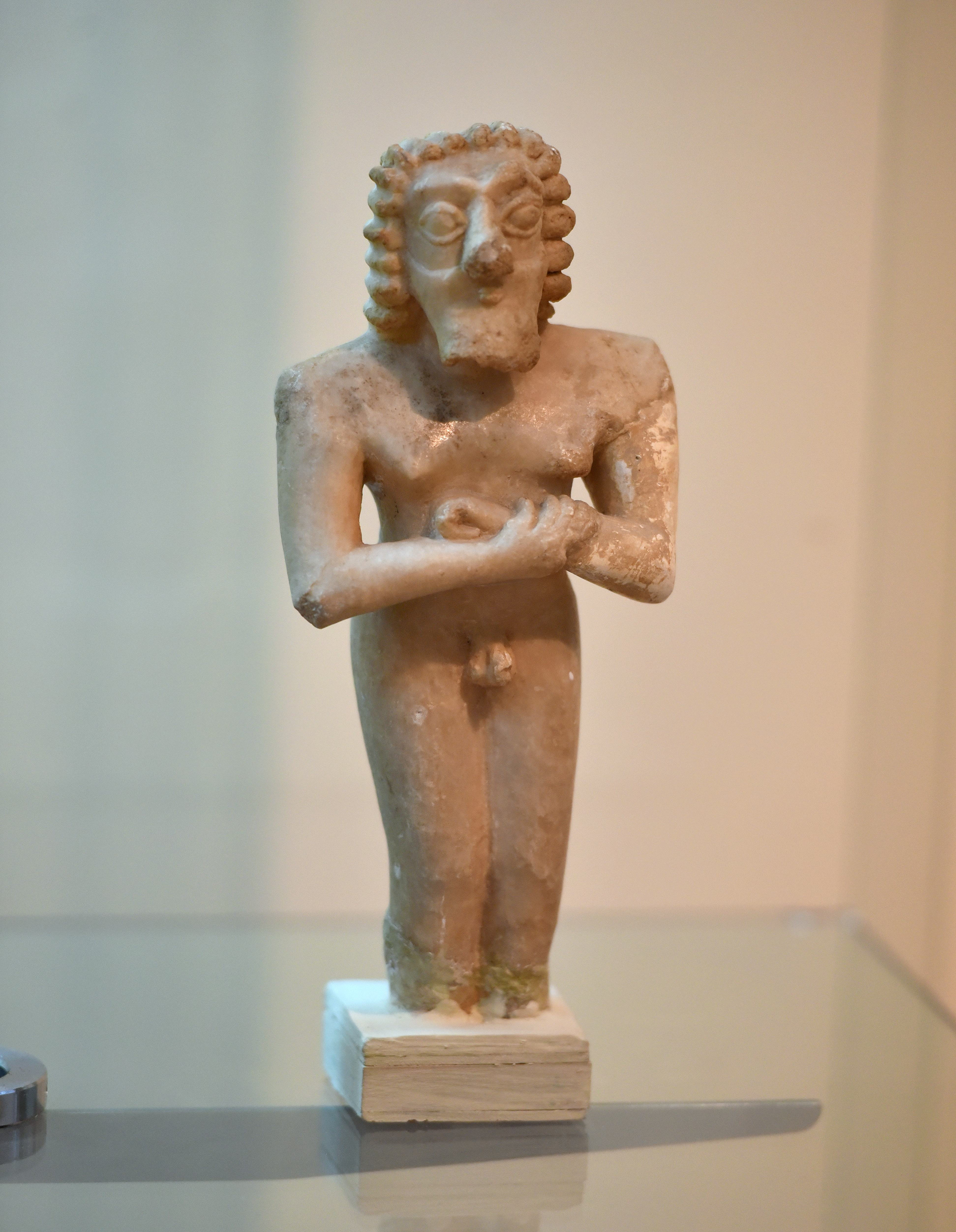
Estátua do Templo Nintu VI em Cafaja, Museu do Iraque
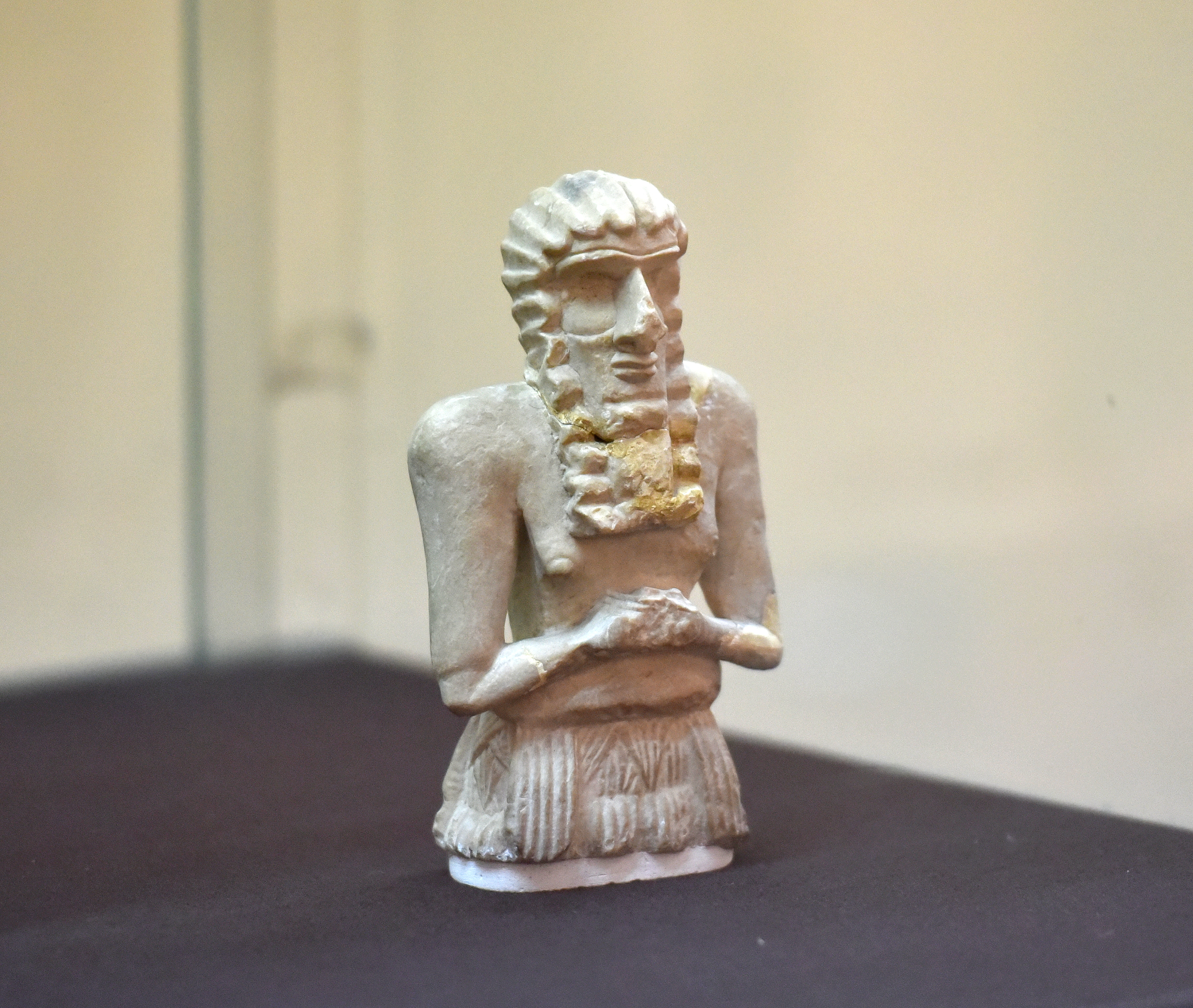
Estatueta masculina, Templo Nintu VI, Cafaja, Museu do Iraque
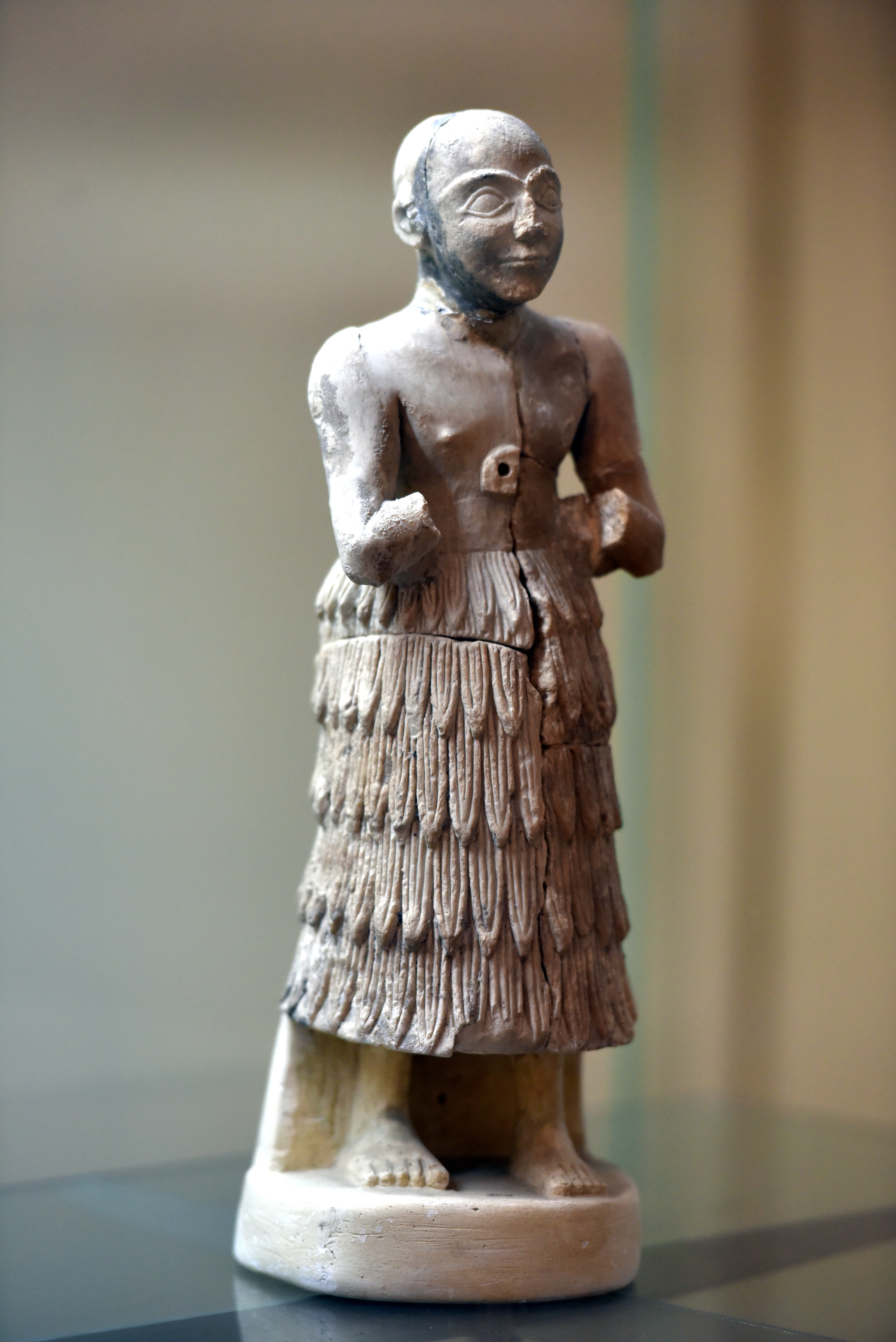
Estatueta masculina, Templo de Sim IX, Cafaja, Museu do Iraque
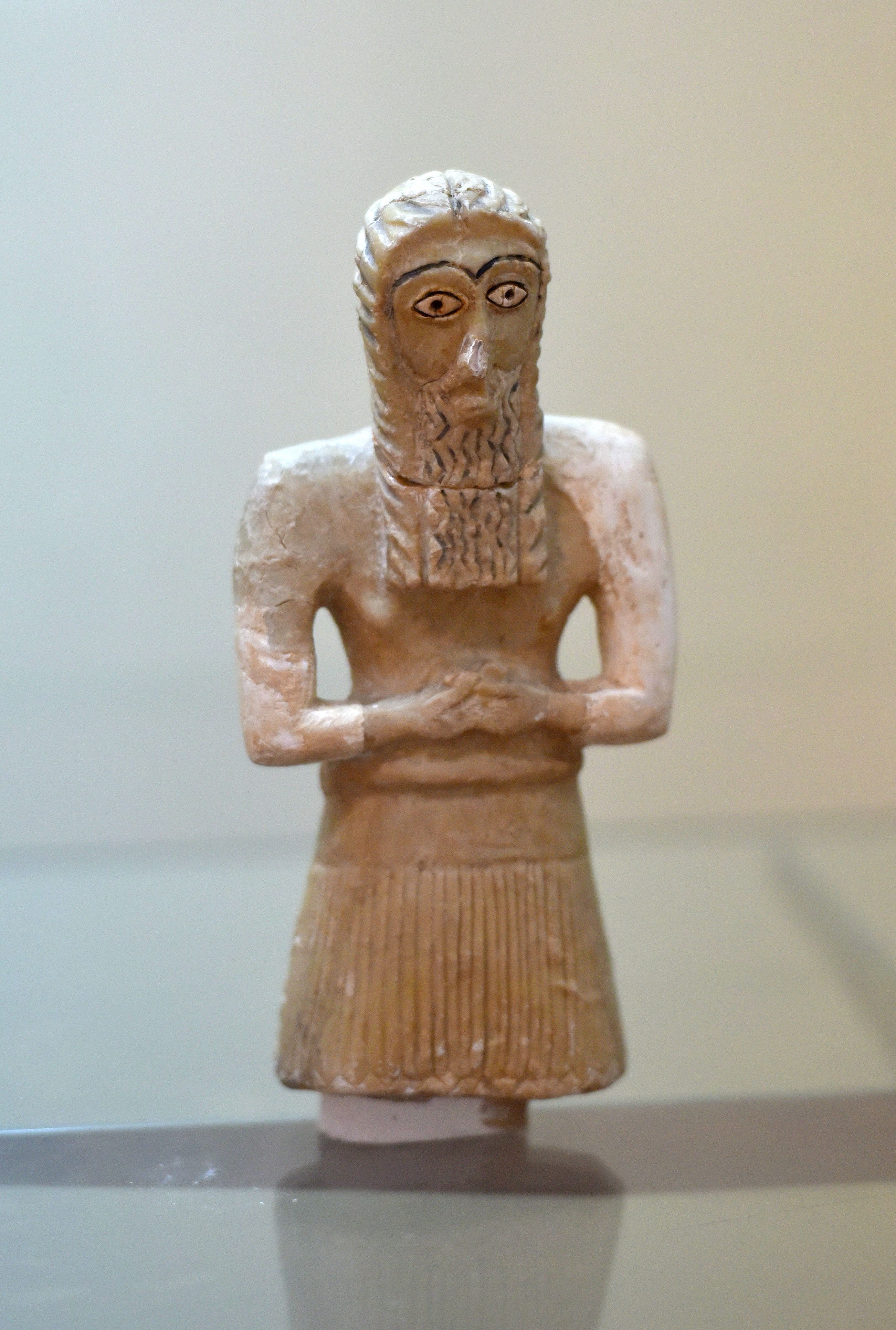
Estatueta masculina, Templo Nintu VI, Cafaja, Museu do Iraque
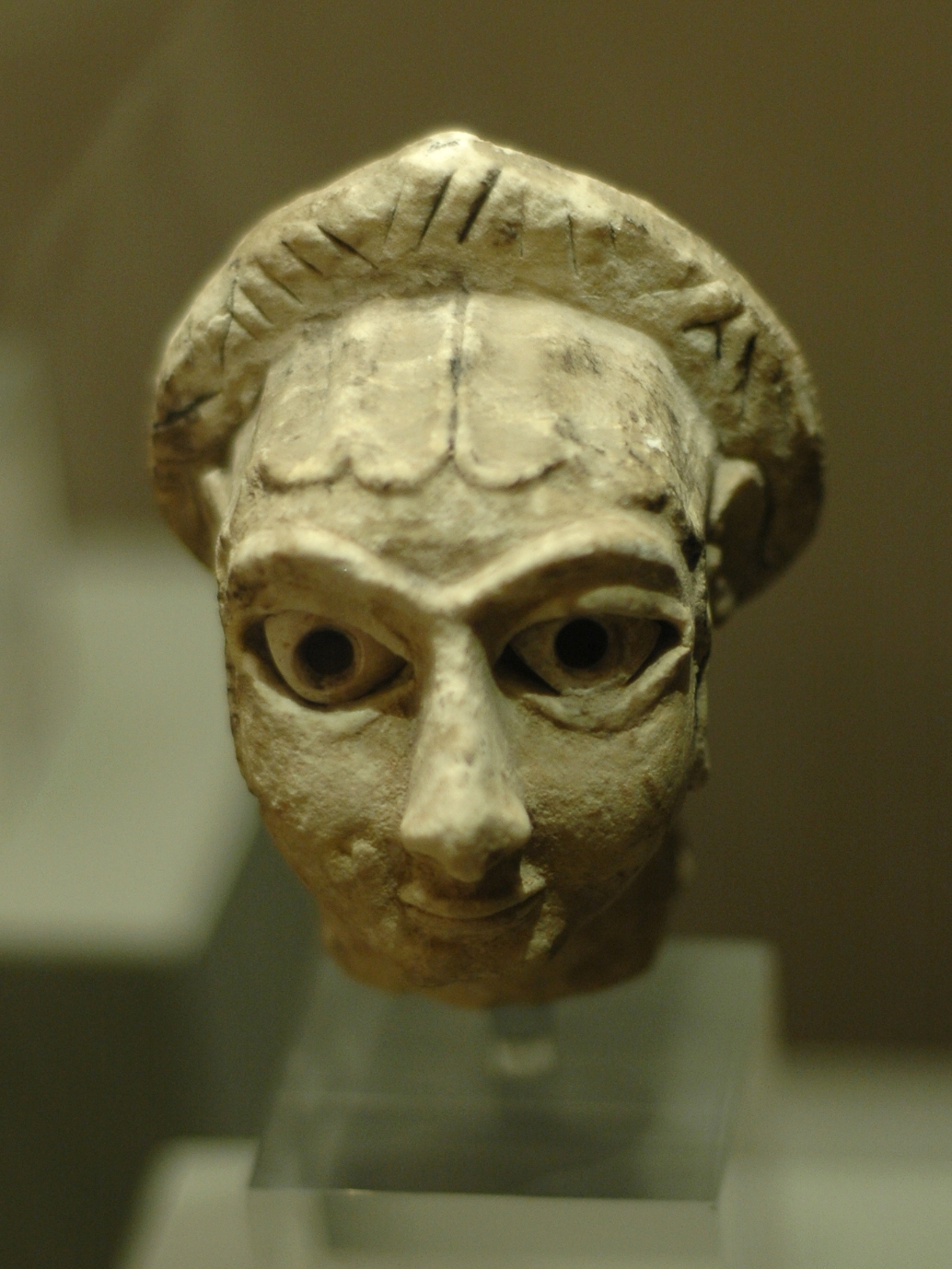
Cabeça humana calcária encontrada em Cafaja, no início da Dinástica II (c. 2700 a.C.)
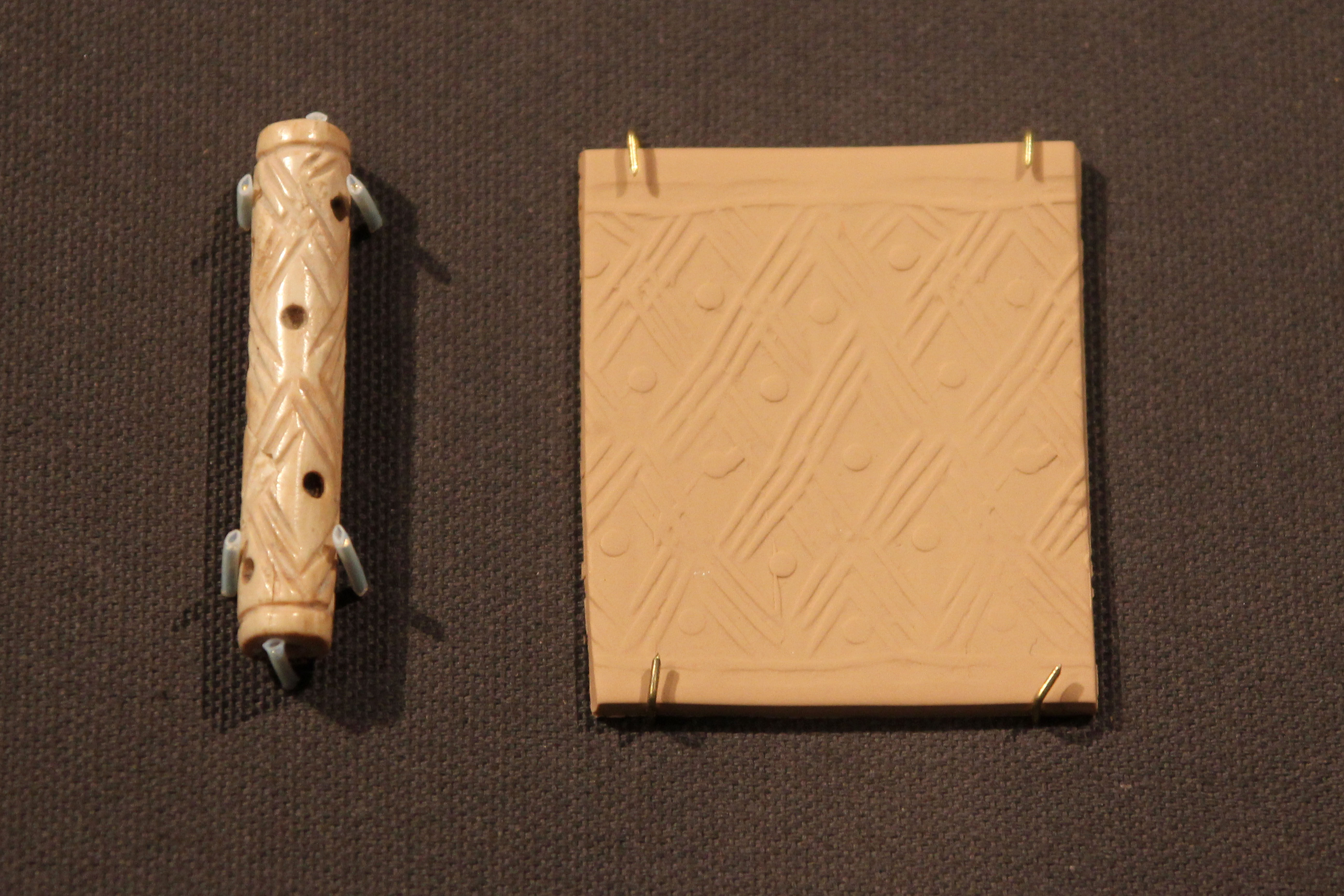
Selo cilíndrico encontrado em Cafaja, período Jemdet Nasr, (3100–2900 a.C.)
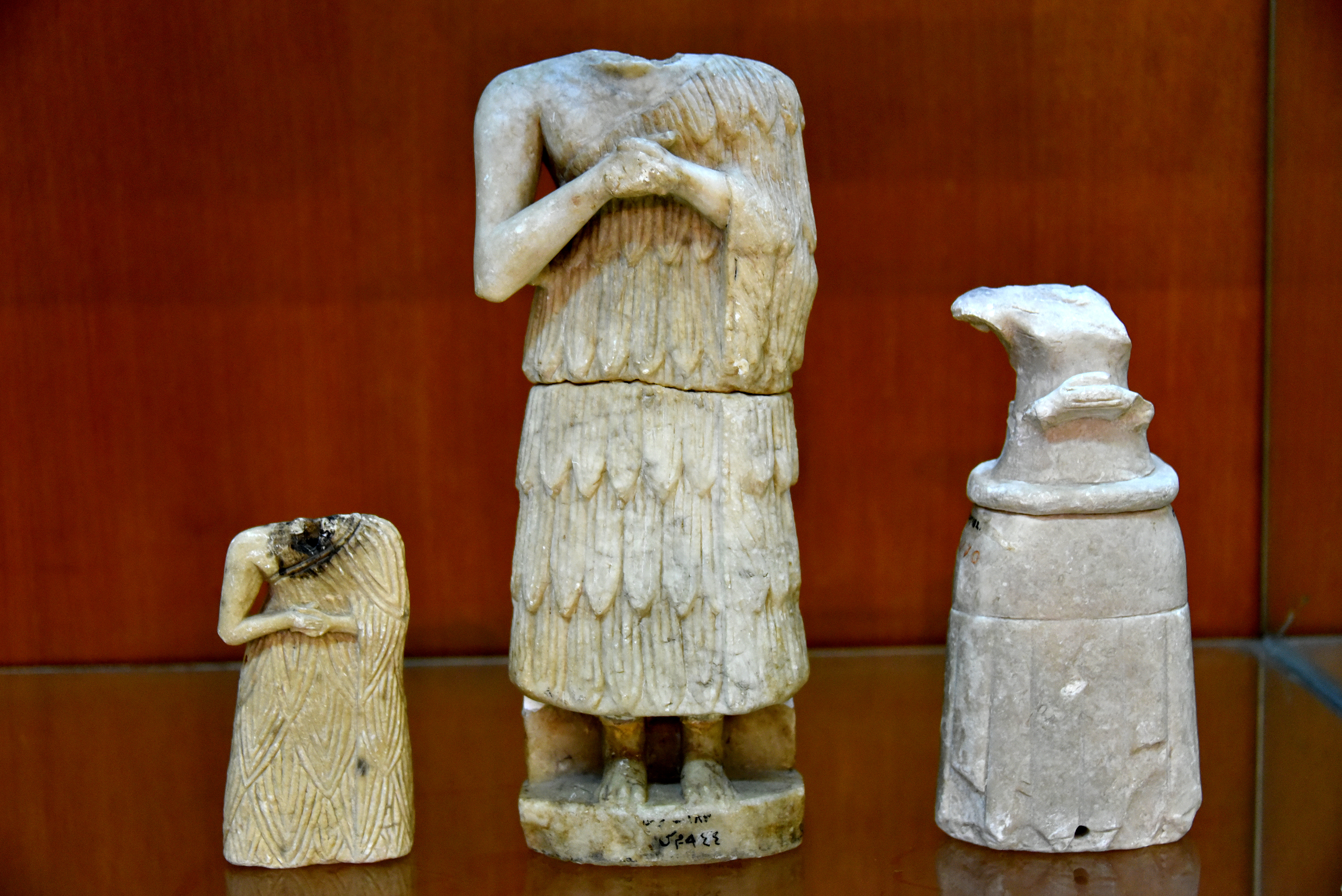
Três estátuas sumérias, período dinástico inicial (2900–2350 a.C.), de Cafaja, Iraque. Museu de Suleimânia
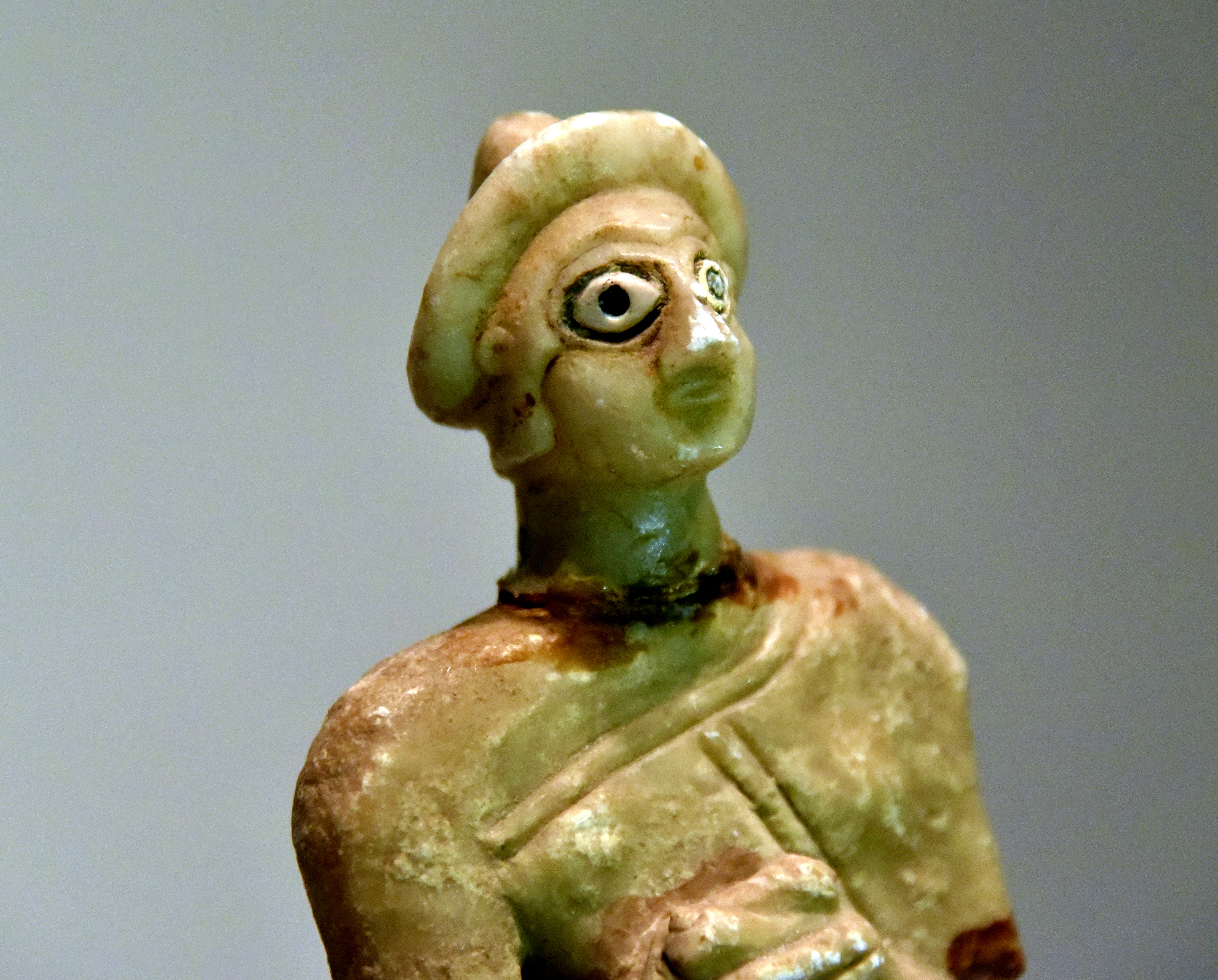
Chefe de uma mulher suméria, de Cafaja, escavada pelo Instituto Oriental, Dinástico Antigo III, c. 2 400 a.C.. Museu de Suleimânia
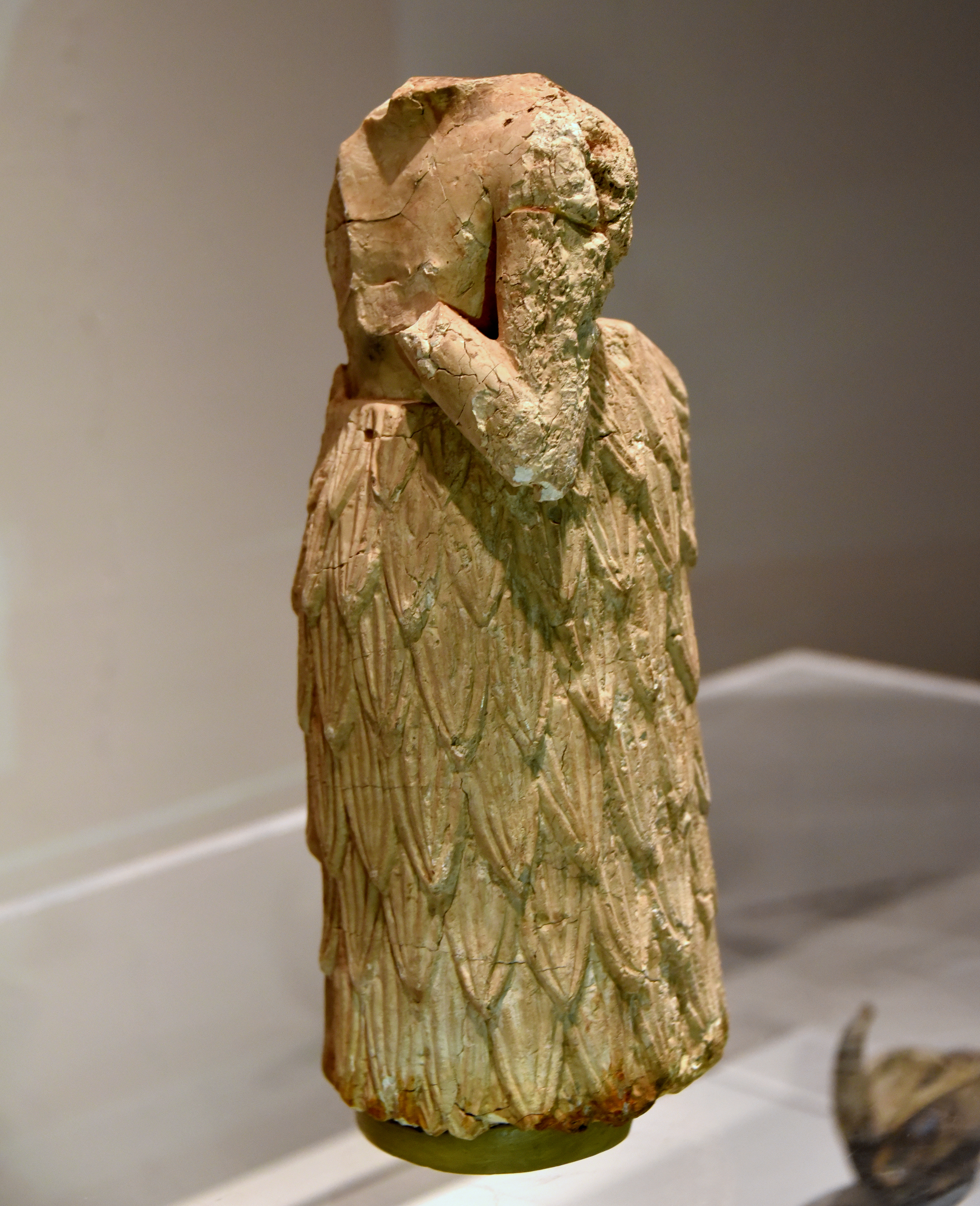
Estátua sem cabeça de um homem sumério, de Cafaja, início do período dinástico (2900–2350 a.C.) Museu de Suleimânia